# 後弓獸
後弓獸，又名滑距獸，是一種長頸的南美洲的有蹄動物，屬於滑距骨目。牠有長的四肢，每肢上有三趾。最古老的化石可追溯至約7百萬年前，而在約1萬年前的更新世晚期便失去了化石紀錄。後弓獸是後弓獸科中最著名的成員，只有在南美洲（主要是阿根廷）有發現其化石。原模標本是由查爾斯·達爾文（Charles Darwin）在小獵犬號之旅中發現。長頸駝的外觀就像沒有駝峰及有一個短象鼻的駱駝，但牠們與駱駝或長鼻目沒有親密的關係。

## 歷史
後弓獸的化石紀錄在7百萬年前的南美洲出現。估計後弓獸是從Theosodon或Promacrauchenia演化而來。南蹄目是唯一一类出沒於南美洲的有蹄動物。很多物種因北美洲物種的入侵而在爭競中被淘汰滅絕。只有餘下長頸駝及Windhausenia，並大型的箭齒獸屬及Mixotoxodon。這些最後的南美洲原住有蹄動物最終與其他來自北美洲的物種在更新世末滅絕。

## 解剖
後弓獸的特徵在於其鼻孔是在頭頂，令一些科學家相信像鯨魚般是用作呼吸管。但有一項研究發現後弓獸有非常好的運動性，可以在奔跑時改變方向。明顯從來沒有人見過後弓獸，牠們的毛皮顏色都只是估計。大部份科學家都傾向相信後弓獸生活在大草原的環境，而估計牠們的毛皮與乾草的顏色接近。
後弓獸與其近親的Theosodon一樣，都有完整的44顆牙齒。

## 飲食及行為
按照後弓獸的牙齒，牠們是草食性的，以其象鼻來抓樹葉或草為食物。有推測指牠們是群居的，以逃避獵食者。

## 獵食者
後弓獸的主要獵食者是駭鳥，可能是Andalgalornis，與及肉食性的袋犬目，如袋劍虎及南美袋犬。在上新世晚期或更新世早期，巴拿馬地峽的形成容許了北美洲動物群（如美洲獅、美洲豹、細齒巨熊、恐狼及劍齒虎）遷徙至南美洲。
後弓獸相信是利用其快速來逃避獵食者，或是以其長及強壯的腿來踢牠們，就像是現今的駱馬或駱駝一樣。

## 化石證據
後弓獸首個化石標本是於19世紀初由查爾斯·達爾文在阿根廷的巴塔哥尼亞發現，他最初誤以為是屬於巨大的大羊駝。自此以後就發現了很多後弓獸的化石，主要都是在巴塔哥尼亞發現，在玻利維亞及委內瑞拉亦有發現。